# Cacia assamensis
Cacia assamensis là một loài bọ cánh cứng trong họ Cerambycidae.